# Melika Razavi
Melika Razavi (* 26. Juni 1989 im Iran; eigentlich Malikeh Sadat Razavi Jamali) ist eine iranisch-südafrikanische Schönheitskönigin, Magierin und Pokerspielerin. Sie wurde 2016 zur Miss Iran gewählt und gewann 2020 ein Bracelet bei der World Series of Poker Online.

## Persönliches
Razavi konnte in ihrer Kindheit und Jugend auf die Unterstützung ihrer Mutter zählen, mit der sie im Alter von 15 Jahren ein neues Leben in Südafrika begann. Dort beschäftigte sich Razavi viel mit Poker und Zauberkunst. Sie wurde 2016 zur Miss Iran und zur Miss Global Fitness sowie 2017 zur Miss Power Woman gewählt. Sie lebt in Kapstadt.

## Pokerkarriere
Sie lernte das Spiel im Alter von 9 Jahren von einigen Freunden ihrer Mutter, mit denen sie zusammen spielte. Razavi spielt vorrangig Cash Game. Mit 23 Jahren begann sie auch mit dem Spielen von Pokerturnieren.
Ihre erste Live-Geldplatzierung bei einem größeren Turnier erzielte sie im Mai 2017 in Barcelona. Anfang März 2018 belegte Razavi beim Main Event der Merit Poker Top Guns auf Zypern den mit mehr als 10.000 US-Dollar dotierten zehnten Platz. An gleicher Stelle wurde sie Mitte September 2018 bei einem Auftaktturnier des Merit Gangsters Poker Cup Fünfte und erhielt über 55.000 US-Dollar. Anfang Mai 2019 belegte sie beim Main Event der European Poker Tour in Monte-Carlo als beste Frau den 17. Rang, der mit über 35.000 Euro bezahlt wurde. Bei der aufgrund der COVID-19-Pandemie auf GGPoker ausgespielten World Series of Poker Online gewann sie Anfang September 2020 ein sogenanntes Bounty-Turnier, bei dem Extraprämien für ausgeschaltete Spieler ausbezahlt werden. Dafür setzte sie sich unter dem Nickname Melirazavii gegen 1918 andere Spieler durch und sicherte sich insgesamt knapp 240.000 US-Dollar sowie ein Bracelet. Einen Tag später belegte Razavi bei den Super Million$ der Turnierserie den mit über 80.000 US-Dollar dotierten 13. Platz. Im September 2022 kam sie bei einem Turnier der Triton Poker Series im nordzyprischen Kyrenia in die Geldränge und erhielt eine Auszahlung von 75.000 US-Dollar.
Insgesamt hat sich Razavi mit Poker bei Live-Turnieren mehr als 200.000 US-Dollar erspielt.